# Gustavo Ponza di San Martino
Alessandro Gustavo Giorgio Filippo Maria Ponza, conte di San Martino (Cuneo, 6 gennaio 1810 – Dronero, 9 giugno 1876), è stato un politico italiano, senatore del Regno d'Italia.
Anche due suoi figli, Coriolano e Cesare Ponza di San Martino, furono senatori del Regno d'Italia.

## Biografia
Nacque a Cuneo, figlio del conte ed ufficiale d'artiglieria Cesare, combattente delle guerre napoleoniche nell'Armata Sarda e nell'Italian Levy. Fu nominato intendente generale di Genova il 4 agosto 1848 e consigliere di stato di Vittorio Emanuele II il 27 febbraio 1852. 
Presidente del consiglio provinciale di Cuneo, suo luogo di nascita, fu assunto come consigliere comunale di Torino dal 1857 al 1864 e dal 1866 al 1876.
Nel 1854 fu nominato senatore del Regno di Sardegna.
Suo fratello minore Cesare, morto nel 1852, fu ufficiale d'artiglieria e Stato Maggiore durante la prima guerra d'indipendenza italiana, decorato di due medaglie d'argento al Valore Militare e segretario del Congresso Consultivo Permanente di Guerra.
Il 16 maggio 1861 fu nominato luogotenente del Re per le province napoletane, in sostituzione del principe Eugenio di Savoia Carignano. Sarà sostituito a sua volta il 14 luglio dal generale Enrico Cialdini. Nel 1864 si oppose fermamente alla Convenzione di settembre e al trasferimento della capitale da Torino a Firenze, guidando le manifestazioni popolari anti-governative ed adoperandosi per portare la capitale a Roma nel più breve tempo possibile. Fu fondatore e presidente dell'Associazione Nazionale Liberale Permanente (detta anche solo "Permanente") che si connotò in seno alla Destra storica come la corrente piemontese a favore della risoluzione immediata della Questione romana e del decentramento amministrativo, favorevole ad un'alleanza con la Sinistra costituzionale.
L'8 settembre 1870 fu incaricato da Vittorio Emanuele II di consegnare personalmente una lettera a papa Pio IX, nella quale gli veniva suggerito il suo ruolo nella presa di Roma, consigli che il Papa rifiutò. 
Gustavo Ponza di San Martino morì a Dronero, vicino a Cuneo, nel 1876.